# Palmestein
Palmestein (ook gespeld als Palmenstein of Palmesteyn) is een voormalig kasteel in het Nederlandse dorp Deil, provincie Gelderland. 

## Geschiedenis
Het is niet bekend wanneer het kasteel is gebouwd. Bij het uitbaggeren van een deel van de gracht in 2003 zijn aardewerkvondsten uit de 12e en 13e eeuw gedaan, waaruit de conclusie is getrokken dat er rond 1300 al sprake was van bewoning op deze locatie. Het zal waarschijnlijk zijn gegaan om enkele boerderijen, waaruit dan later het kasteel is ontstaan. Een opgraving in 2007 bracht een restant van een bakstenen muur aan het licht die uit eind 13e/begin 14e eeuw kan dateren. Het geslacht Van Tuyll had in 1320 al wel bezittingen in Deil en noemde zich in de 15e eeuw Van Tuyll tot Palmenstein. Dit laatste suggereert dat er toen reeds een kasteel aanwezig was, met de familie Van Tuyll als eigenaar. De oudste schriftelijke vermelding dateert overigens pas uit 1495, toen de hertog van Gelre troepen in het kasteel onderbracht vanwege de belegering van het Hoge Huis te Beesd.
In 1529 was er in de leenregisters sprake van Gijsbert van Tuyl van Palmesteyn, terwijl in 1555 Willem van Palemmesteyn werd genoemd in het ridderboek van het Kwartier van Nijmegen.
In de 17e eeuw kwam Palmestein in handen van burgerlijke families. Via Johanna de Bye kwam het terecht bij Elisabeth van Leeuwen en in 1668 werd het kasteel verkocht aan Gerrit van Ham, inclusief de boerderij ’t Geyn en het huis Noordenhoek. Hij liet zijn bezittingen na aan zijn broer Peter, wiens dochter trouwde met Hendrik Verstegen. In 1732 raakte het bezit opgesplitst tussen de families Verstegen (Palmenstein en ’t Geyn) en Van Everdingen (Noordenhoek).
In 1786 liep het kasteel schade op door drie branden. Twee branden ontstonden in een hooiberg, de derde brak uit in het bouwhuis dat hierdoor volledig afbrandde, samen met een aangebouwde schuur.
De familie Verstegen was actief in de paardenfokkerij. In de Franse Tijd was er echter een exportverbod naar Pruissen en dat bracht Verstegen in grote financiële problemen. Het kasteel raakte hierdoor steeds meer vervallen. In 1833 werd besloten om het kasteel te slopen, en in 1842 werd als laatste restant van het kasteel de toren afgebroken. Het sloopmateriaal is hergebruikt in een nieuwe boerderij in het dorp Rhenoy, terwijl onder andere een wapensteen en delen van een schouw zijn ingemetseld in boerderij ’t Geyn en in de duiventil van Noordenhoek.

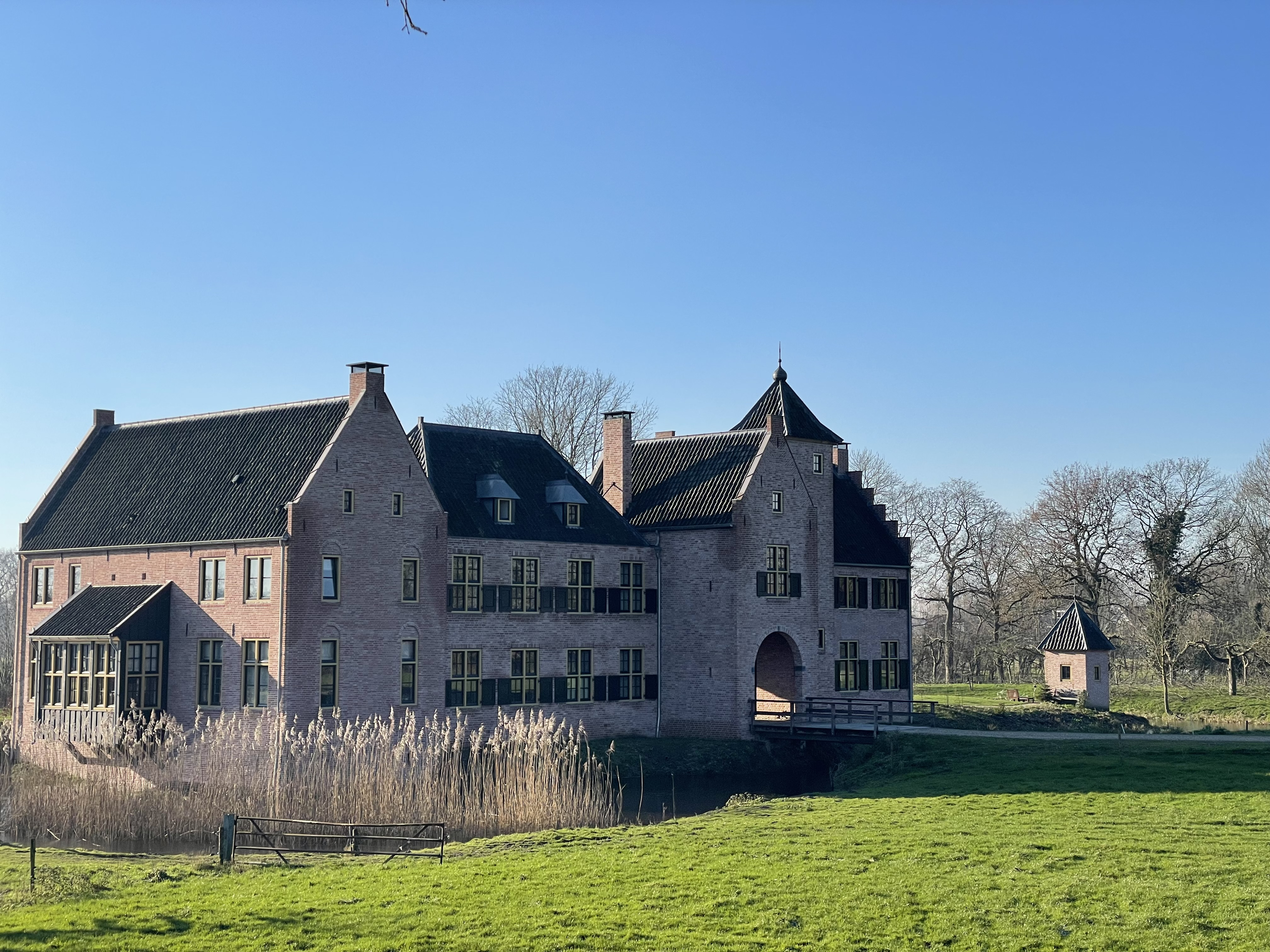
Het in 2022-2024 herbouwde kasteel Palmestein

In 1892 kreeg de familie Van Everdingen de gronden waar Palmestein heeft gestaan, in eigendom.
Eind 20e eeuw werd het idee ontwikkeld om het kasteel te herbouwen. De familie Van Everdingen ging in 2022 van start met de bouwwerkzaamheden en twee jaar later is het gebouw opgeleverd. In het kasteel bevinden zich enkele woningen.

## Beschrijving
Er zijn enkele afbeeldingen bekend van kasteel Palmestein, maar in hoeverre deze een correcte weergave betreffen, is niet duidelijk. Een tiendenkaart uit 1713, gemaakt door J. van Broeckhuysen ten behoeve van het kapittel van Sint Marie te Utrecht, geeft een omgracht vierkant slot weer met twee torens en aan de noordzijde een poort. Een afbeelding die Jacobus Stellingwerf begin 18e eeuw maakte, lijkt een vrije interpretatie te zijn van een oudere afbeelding, maar toont wel eenzelfde bouwwerk als de tiendenkaart. 
Uit tekeningen die in 1775 door Florida Cornelia Verstegen zijn gemaakt komt naar voren dat een deel van het kasteel inmiddels was afgebroken en dat het complex werd gebruikt als boerderij. De zuidvleugel was verdwenen, maar de noordvleugel met het poortgebouw stond er nog. Ook een deel van de twee verdiepingen tellende westvleugel was nog aanwezig. Aan de oostzijde lag nog een lage vleugel en op het binnenterrein waren enkele schuren gebouwd. Tot slot waren er nog twee torentjes.
In 1786 liep het kasteel schade op nadat er drie maal brand was uitgebroken. Nadat het kasteel door geldgebrek verder in verval was geraakt, werd het rond 1840 gesloopt.
De plek van het kasteel is herkenbaar aan een lichte verhoging in het landschap, met een deels nog bestaande gracht. Inclusief de omgrachting had het kasteelcomplex een afmeting van 85 bij 63 meter. In 2004 en 2007 heeft er archeologisch onderzoek plaatsgevonden op het kasteelterrein vanwege een geplande herbouw van het kasteel door de familie Van Everdingen. Bij dit onderzoek zijn resten van funderingen en muurwerk uit eind 13e/begin 14e eeuw aangetroffen. Ook zijn er vondsten gedaan, waaronder aardewerk uit de periode 1300 tot 1800.
Aalst · Aardenburg · Acquoy · Aerdt · Agistaldaburg · Ahof · Aldenhaag · Aller · Ambe · Ammersoyen · Ampsen · Andelst · Angeroyen · Appelburg · Appelse walburg · Appeltern · Arler · Baak · Babberich · Baer · Baerle · Bakerbosch · Balgoij · Barlham · Batenburg · Beek · Beerenclaauw · Bemmel · Bevervoorde · Bergh · Biljoen · Bingerden · Blankenborg (Laren) · Blankenborg · Blauwe Huis · Blokhuis (Ravenswaaij) · Boelenham · Boetselaersborg · Borculo · Boswaai · Brakel · Den Brakel · Den Bramel · Bredevoort · Broekhuizen · Bronkhorst · Bruchem · Bruinhorst · Brunsberg · Bulkestein · Bunswaard · Burcht van Tiel · Buren · De Buurse · Byland · Byvanck · Caetshage · Camphuysen · De Cannenburch · de Cloese · Coldenhove · Culemborg · Dedinckweerd · Delwijnen · Didam · Diepenbroek · Hof te Dieren · Huis Dijck · Dikke Tinne · Doddendaal · Dodewaard · Doornenburg · Doornik · Doorwerth · Dooyenburg · Dorth · Doseburg · Drakenburg · Dreumel · Druten · Duivelshuis · Eerbeek · De Ehze · Elburg · Eldrik · Emmerik · Engelenburg · Groot Engelenburg · Engelrode · Enghuizen · Enspijk · De Essenburgh · Essenpas · Est · Fokkinck · Gameren · Geerestein · Geldermalsen · De Gelderse Toren · Geldersweerd · Gellicum · Gendt · Gennepestein · Glindhorst · Goudenstein · ‘s-Grevenhoef · Groot Hell · Groenlo · Groesbeek · Huis te Groesbeek · Grunsfoort · Gulden Spijker · Hackfort · Hackforts Veenhuis · Hagen · Hagevoort · Hamerden · Hanepol · Harreveld · Harslo · Hassink · Het Haveke · Hedel · Heeckeren · De Heegh · Hees · De Heest · Hellouw · Hemmen · Hernen · Motte van Hernen · Heumen · Heusden · Hoekelum · Hoekenburg · De Hoeve · De Hof · Hof d'Ooy · Hof van Arkel · Huis het Holt · Holthuis · Het Holtslag · Ter Horst · Houberg · St. Hubertus · Huissen · Hulhuizen · Hulkestein · Hulsen · Hunneschans bij De Duno · Hunneschans bij Uddel · Jonker Bloo · 't Joppe · De Kamp · Karssenberg · Kemnade · Keppel · Kermestein · Kernhem · Kervel · Kiefskamp · De Kinkelenburg · Klein Enghuizen · Kleverburg · Kortenhoeve · Laag Helbergen · Lakenburg · Landfort · Langen · Latenstein · De Lathmer · Lathum · Ter Lede · Leegpoel · Leemcuyl · Leeuwen · Leeuwenbergh · Lensenburg · Lent · Leur · Leuvenum · Leyenburg · Lichtenvoorde · Lievenstein · Loenen · Loevestein · Loil · Loowaard · Luynhorst · Hof te Maasbommel · Magerhorst · Malburgen · Malderburcht · Malsen · Manhorst · Marhulsen · De Marsch · Marveld · Mathena · Maurik · Medel · Medestein · 't Medler · Meinerswijk · De Mellard · Mensink · Mergelp · Meteren · 't Meyerink · Middachten · Millingen · Mussenberg · Nagelhorst · Nederhagen · Nederhemert · Neerijnen · Huis Neerijnen · De Nesch · Nettelhorst · Nieuwe Blokhuis ·  Nijburg · Nijenbeek · Old Putten · Notenstein · Nye Huis · Olde Spijker · Oldenaller · Oldenhof (Driel) · Oldenhof (Heteren) · De Ooij · Oolde · Oud Oolde · Oosterhout · Ophemert · Opijnen · Oud Ampsen · Oude Blokhuis · Het Oude Loo · Oude Voorst · Oudenborch · Oud-Wisch · Huis te Overasselt · Overeng · Overhagen · Overlaar · 't Oye · Palmestein · De Parck · Persingen · Plekenpol · Ploen · Pluimenburg · Poederoijen · Poelwijck · Poelwijk · De Pol (Dreumel) · Huis de Poll (Huis te Gietelo) · De Poll (Huissen) · Pollenbering · Pollenstein · Puttenstein · Het Raasink · Ravenhorst · De Rees · Ressen · Reuversweerd · Reygersfoort · Rhijnestein · Huis Rijswijk · Rode Toren · Roode Wald · Rosande · Rosendael · Rossum · Rumpt · Ruurlo · Rijsselt · Schadewijk · Schaffelaar · Scherpenzeel · Schoonbroek · Schoonderbeek · Schoonenburg · Schuilenburg · Schuilkerke · Hof te Seelbeek · Sevenaer I · Sevenaer II · Sinderen (Oude IJsselstreek) · Sinderen (Voorst) · Slangenburg · Sleeburg · Slimsijp · De Snor · Soelen · Spaansweerd · Spaldorp · Spijk · Staverden · Sterkenburg · Swanepol · Tarthorst · Teisterbant (Kerk-Avezaath) · Teisterbant (Kerkdriel) · Ter Dicke · Tolhuis · Tolhuis (Tiel) · Tollenburg · Tongerlo · Toren van Wely · Tuil · Ubbergen · Uilenburg (Ewijk) · Uilenburg (Heteren) · Ulenpas · Ulft · Upladen · Valburg · Valkhofburcht · Valkhofpalts · Vanenburg · Varik · Hof te Varsseveld · 't Velde · Velhorst · Verwolde · Vierakker · De Voorst · Voorstonden · Vorden · Vosbergen · Vredenburg · Vredestein (Driel) · Vredestein (Ravenswaaij) · Vuren · Waardenburg · Waddestein · Wadenoijen · Waede · Wageningen · Walfort · 't Waliën · De Wardt · Watergoor · Watermeerwijk · Wayenstein (Huis te Herwijnen) · Well (Huis van Malsen) · Weijenrade · Westenburg · Westerholt · Weurt · De Wiersse · Wijenburg (Echteld) · De Wildenborch · De Wildt · Wilp · Wilperhorst · Winssen · Wisch · Wychen · Wolfswaard · Woolbeek · Yrst · IJzendoorn · Zeeland · Zilveren Spijker · Zuilichem · Zwaluwenburg · Zwanenburg (Heerde) · Zwanenburg (Megchelen)